# Frância Oriental
Frância Oriental (em latim: Francia Orientalis) ou Reino dos Francos Orientais (em latim: Regnum Francorum orientalium) foi um reino sucessor do Império Carolíngio estabelecido pelo Tratado de Verdun em 843. Pelo tratado, o reino foi atribuído a Luís II, o Germânico, um dos filhos de Luís I, o Piedoso e neto de Carlos Magno, portanto, membro da Dinastia Carolíngia. Sob a linhagem legítima e ilegítima da dinastia, os francos carolíngios reinaram sobre a Frância Oriental até 911, quando o jovem Luís, a Criança morreu sem deixar herdeiros. Para suceder Luís, os duques do reino elegeram o franco Conrado I, duque da Francônia e, com sua morte em 918, o saxão Henrique I é eleito rei, sendo o primeiro monarca não franco a deter o trono do reino.
Em 962, o filho e sucessor de Henrique I, Otão, o Grande, é coroado imperador pelo Papa João XII, e para fins historiográficos, é possível estabelecer tal ano como o marco da transição da Frância Oriental para o Sacro Império Romano-Germânico. A designação "Reino da Germânia" passa a ser utilizada para se referir aos domínios pertencentes a Frância Oriental ainda no século X.

## Luís, o Germânico (843-876)
No decurso da Ordinatio Imperii de 817, Luís, o Germânico já tinha recebido o território do ducado da Baviera de seu pai e, posteriormente, assumiu o título de "rei da Baviera". Depois de sua ascensão ao trono, ele atacou sem sucesso a vizinha Grande Morávia, e lutou contra a pilhagem dos viquingues e dos magiares, conseguindo manter unido seu reino localizado entre os rios Reno e o Elba. Quando o filho de seu irmão Lotário, Lotário II da Lotaríngia morreu em 869, ele recebeu também grande parte do seu reino (Lotaríngia) situado a oeste do Reno, por intermédio do Tratado de Meerssen de 870.
O filho mais velho de Lotário, Luís II da Itália, embora nominalmente Imperador após a morte de seu pai, não conseguiu garantir a herança lotaríngia. Quando ele morreu em 875, Luís, o Germânico e seu meio-irmão mais novo, o rei Carlos, o Calvo da Frância Ocidental, entraram em disputa com relação ao Reino Itálico, incluindo a Borgonha e a coroa imperial. Com a intervenção do Papa João VIII, os territórios em conflito foram herdados por Carlos encerrando com a existência da Frância Central.

## Os filhos de Luís (876-887)
No interior da Frância oriental desenvolveram-se quatro ducados: Suábia (Alemânia), Francônia (a parte oriental da antiga Austrásia), Saxônia e Baviera. Em 865, Luís, o Germânico foi forçado por seus filhos a dividir seu reino ao longo das fronteiras destes ducados:
- Carlomano (830-880) herdou o original Reino da Baviera de Luís e os territórios orientais adjacentes.
- Luís, o Jovem (835-882) recebeu a Saxônia e a Francônia. Seus territórios foram novamente significativamente ampliados pelo Tratado de Meerssen, porém, após a morte de seu pai, seu tio Carlos, o Calvo usurpou a lotaríngia oriental. Ele foi expulso por Luís, o Jovem na batalha perto de Andernach em 876.
- Carlos, o Gordo (839-888) tornou-se rei da Alemânia.

Após a morte de seu pai, os filhos de Luís governaram conjuntamente. Quando Carlos, o Calvo da Frância ocidental morreu em 877, eles mais uma vez reivindicaram a herança de Lotário I, bem como o título imperial herdado pelo filho de Carlos, Luís II de França. Aproveitando-se da fragilidade da Frância ocidental, Carlomano tornou-se rei da Itália, enquanto que Luís, o Jovem, invadiu a lotaríngia ocidental, que em 880, os netos de Carlos, Luís III e Carlomano II tinham-lhe cedido.
Carlomano sofreu um acidente vascular cerebral em 879 e incapacitado, cedeu a Baviera (incluindo a Marca da Carantânia) a Luís, o Jovem, enquanto que Carlos, o Gordo recebeu a coroa italiana. Neste contexto, o sucessor dos imperadores Lotário I e Lotário II da Lotaríngia, ficou sendo Carlos, o Gordo e em 881 foi coroado imperador - como Carlos III - pelo Papa João VIII, um ex-adversário de seu pai. Com a morte de Luís, o Jovem, Carlos também tornou-se o único governante de todo o reino franco oriental e em 884 foi nomeado Rei da Frância ocidental pela nobreza local. Suas tentativas de reunir toda a Frância porém, foram cada vez mais afetadas pela sua deterioração mental. Em 887, por ocasião do Reichstag em Trebur, finalmente foi forçado a renunciar.

## Arnulfo da Caríntia (887-899)
A força motriz por trás da deposição de Carlos, o Gordo foi Arnulfo da Caríntia (850-899), filho ilegítimo de Carlomano, que havia crescido na Marca da Baviera. Após o reino da Baviera ter passado a seu tio Luís, o Jovem, ele assumiu o título de duque da Caríntia em 880. Em 887, herdou a Baviera e foi eleito Rei da Frância oriental, depois de ter aprovado a nomeação de Odo I de Paris, como rei dos francos ocidentais.
Enquanto isso, Berengário de Friul, teve a oportunidade de ficar com o título de Rei italiano, mas teve que se submeter a Arnulfo, depois que o carolíngio ameaçou invadir o país. Arnulfo, no entanto, foi preso no conflito com os viquingues e em 891 o rival de Berengário, o duque Guido III de Espoleto declarou-se Rei da Itália e chegou a forçar o Papa Estêvão V a coroá-lo novo Imperador. O rei Arnulfo, porém não tinha nenhuma intenção de abandonar as suas pretensões, nem de governar a Frância como um todo, nem à coroa imperial. Depois de derrotar os escandinavos na batalha de Lovaina, em 891, fez campanha na Itália e em 896 foi coroado imperador pelo Papa Formoso.

## Declínio
O filho de Arnulfo, Luís, a Criança (893-911) sucedeu seu pai como Rei da Frância oriental, com a idade de sete anos. Enquanto que Luís, o Cego, Rei da Provença tornava-se Rei da Itália e até mesmo imperador em 901, Luís, a Criança, teve de lidar com a disputa acirrada entre a dinastia de Habsburgo e o duque Conrado, o Velho em relação ao ducado da Francônia. O rei, influenciado por seus conselheiros, executou o duque de Habsburgo e nomeou o filho de Conrado, Conrado, o Jovem, duque da Francônia em 906. Enquanto isso, a Frância oriental era devastada por diversas vezes pelas tropas do rei Árpád da Hungria.
Com a morte precoce de Luís, a linha masculina dos francos carolíngios orientais tornou-se extinta. A eleição de Conrado, o Jovem, da Francônia, como rei pelos duques da Saxônia, Baviera e Suábia na dieta de Forchheim, em 10 de novembro de 911, foi um passo decisivo da Frância em direção a um reino alemão, em vez de um membro da dinastia carolíngia, os duques franco orientais escolheram um de sua classe. O rei Conrado, no entanto, não prevaleceu como primus inter pares e até mesmo perdeu a Lotaríngia para o reino franco ocidental. Foi seu sucessor, Henrique I da Germânia, que foi capaz de impor sua soberania real contra os duques, cujos ducados foram desaparecendo ao longo dos séculos seguintes, sendo o último deles, a Suábia, ao término da dinastia Hohenstaufen, em 1268.

## Sucessão
O surgimento do Sacro Império Romano-Germânico coincide com a ascensão à dinastia otoniana de Henrique. Em consequência, o Reino da Frância oriental teria durado de 843 até a coroação do duque Henrique I da Saxônia, em 919; embora seja mais comum considerar que o evento que deu origem ao Sacro Império Romano-Germânico seja a coroação do Imperador Oto I em Roma, em 2 de fevereiro de 962 como uma translatio imperii do Império franco.
A partir do início do século X, a Frância oriental tornou-se também conhecida como Regnum Teutonicorum ("reino teutônico" ou "Reino da Germânia") como mencionado nos Annales iuvavenses no curso da eleição de Henrique I. A denotação Rex teutonicorum era usada frequentemente pelo Papado durante a Questão das investiduras, talvez como um instrumento polêmico do Papa Gregório VII contra o imperador Henrique IV no final do século XI.

## Mapas

Frância Oriental (verde) em 870.
Frância Oriental (verde) em 877.
Frância Oriental (verde) em 881.
Frância Oriental (verde) em 898.
Frância Oriental (verde) em 915.